# Pinilla de los Barruecos
Pinilla de los Barruecos – gmina w Hiszpanii, w prowincji Burgos, w Kastylii i León, o powierzchni 32,52 km². W 2011 roku gmina liczyła 126 mieszkańców.